# Belcher
Belcher és una població dels Estats Units a l'estat de Louisiana. Segons el cens del 2000 tenia 272 habitants.

## Demografia
Segons el cens del 2000, Belcher tenia 272 habitants, 99 habitatges, i 78 famílies. La densitat de població era de 67,3 habitants/km².
Dels 99 habitatges en un 41,4% hi vivien nens de menys de 18 anys, en un 65,7% hi vivien parelles casades, en un 9,1% dones solteres, i en un 21,2% no eren unitats familiars. En el 17,2% dels habitatges hi vivien persones soles el 7,1% de les quals corresponia a persones de 65 anys o més que vivien soles. El nombre mitjà de persones vivint en cada habitatge era de 2,75 i el nombre mitjà de persones que vivien en cada família era de 3,13.
Per edats la població es repartia de la següent manera: un 29,4% tenia menys de 18 anys, un 7,4% entre 18 i 24, un 30,1% entre 25 i 44, un 21,7% de 45 a 60 i un 11,4% 65 anys o més.
L'edat mediana era de 35 anys. Per cada 100 dones de 18 o més anys hi havia 106,5 homes.
La renda mediana per habitatge era de 39.167 $ i la renda mediana per família de 40.469 $. Els homes tenien una renda mediana de 28.750 $ mentre que les dones 20.000 $. La renda per capita de la població era de 16.954 $. Entorn del 6,3% de les famílies i el 4,8% de la població estaven per davall del llindar de pobresa.

## Poblacions més properes
El següent diagrama mostra les poblacions més properes.